# Kurfürstliches Gärtnerhaus (Bonn)

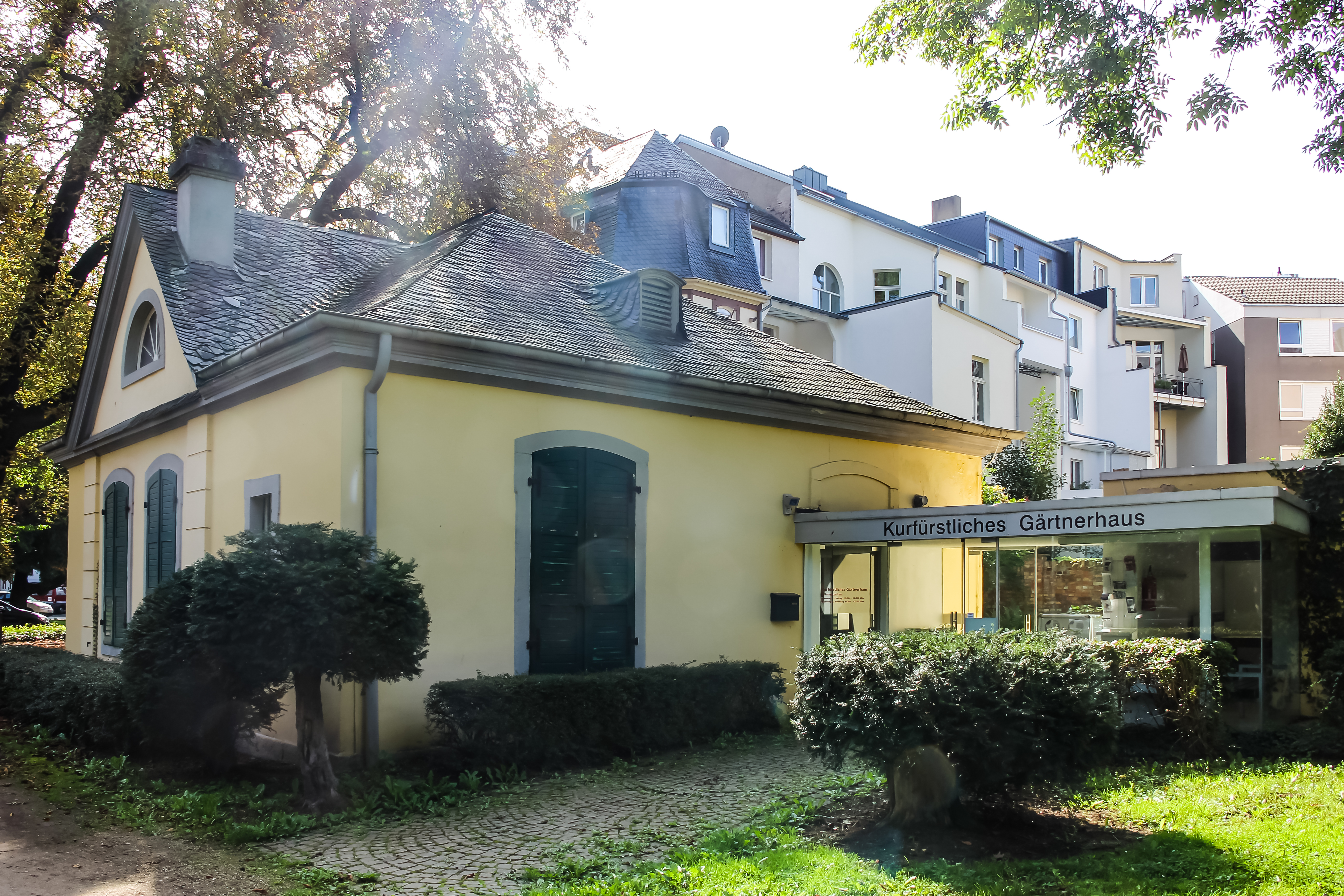
Eingang zum als Kunstpavillon umfunktionierten ehemaligen Gärtnerhaus im Sommer 2017

Das Kurfürstliche Gärtnerhaus befindet sich im Bonner Ortsteil Weststadt an der Ecke Wittelsbacherring/Beethovenplatz. Das historische Gebäude liegt an der Nordostseite einer als Baumschulwäldchen bezeichneten kleinen Parkanlage. Der Barockbau aus der zweiten Hälfte des 18. Jahrhunderts steht mit den Resten des Geländes der ehemaligen kurfürstlichen Baumschule als Baudenkmal unter Denkmalschutz.

## Geschichte
Etwa um 1720 schuf Kurfürst Joseph Clemens von Bayern das Baumschulwäldchen, eine als Park angelegte Baumschule. Die Anlage umfasste damals eine Fläche von rund sieben Morgen. Kurfürst Maximilian Franz von Österreich hielt sich häufig in dem von ihm geschätzten Park auf; er nutzte ihn zum Scheibenschießen oder zu gesellschaftlichen Anlässen und ließ dazu ein kleines „Lusthäuschen“ errichten. Dieses Gebäude wurde bald als von den Gärtnern betriebenes Ausflugslokal genutzt. Sie verkauften hier Besuchern Molkerei- und Gartenprodukte sowie Kaffee. Nachdem im Jahre 1818 die Universität Bonn gegründet worden war, fielen Parkanlage und Häuschen an die Universität. Von der wurde das kleine Gasthaus verpachtet; zu den wechselnden Betreibern gehörten Gewerbetreibende und Studentenverbindungen. Bis Mitte des 20. Jahrhunderts wurde das Gebäude im Volksmund „Milchhäuschen“ genannt.
1908 übernahm die Stadt die gärtnerische Pflege des bis dahin verkleinerten Parkes. In Folge diente das Häuschen als Abstellraum für Gartengeräte. Im Zweiten Weltkrieg wurde es stark beschädigt; das zerstörte Objekt stand bis 1952 ohne Nutzung. Dann erfolgte der Wiederaufbau aus Landesmitteln. 1956/57 wurde das Gebäude von der Stadt an die Kulturverwaltung übergeben, die es seitdem als Kunstpavillon nutzt. 1971 wurden Um- und Anbauten durchgeführt. Auch heute nutzen Bonner Künstler das seit 1960 als „Kurfürstliches Gärtnerhaus“ bezeichnete Objekt zu wechselnden Ausstellungen. Das Ausstellungsgebäude wird von dem Trägerverein für das Künstlerforum Bonn, Hochstadenring und das Kurfürstliche Gärtnerhaus betrieben. Jedes Jahr finden hier bis zu 17 dreiwöchige Ausstellungen statt.

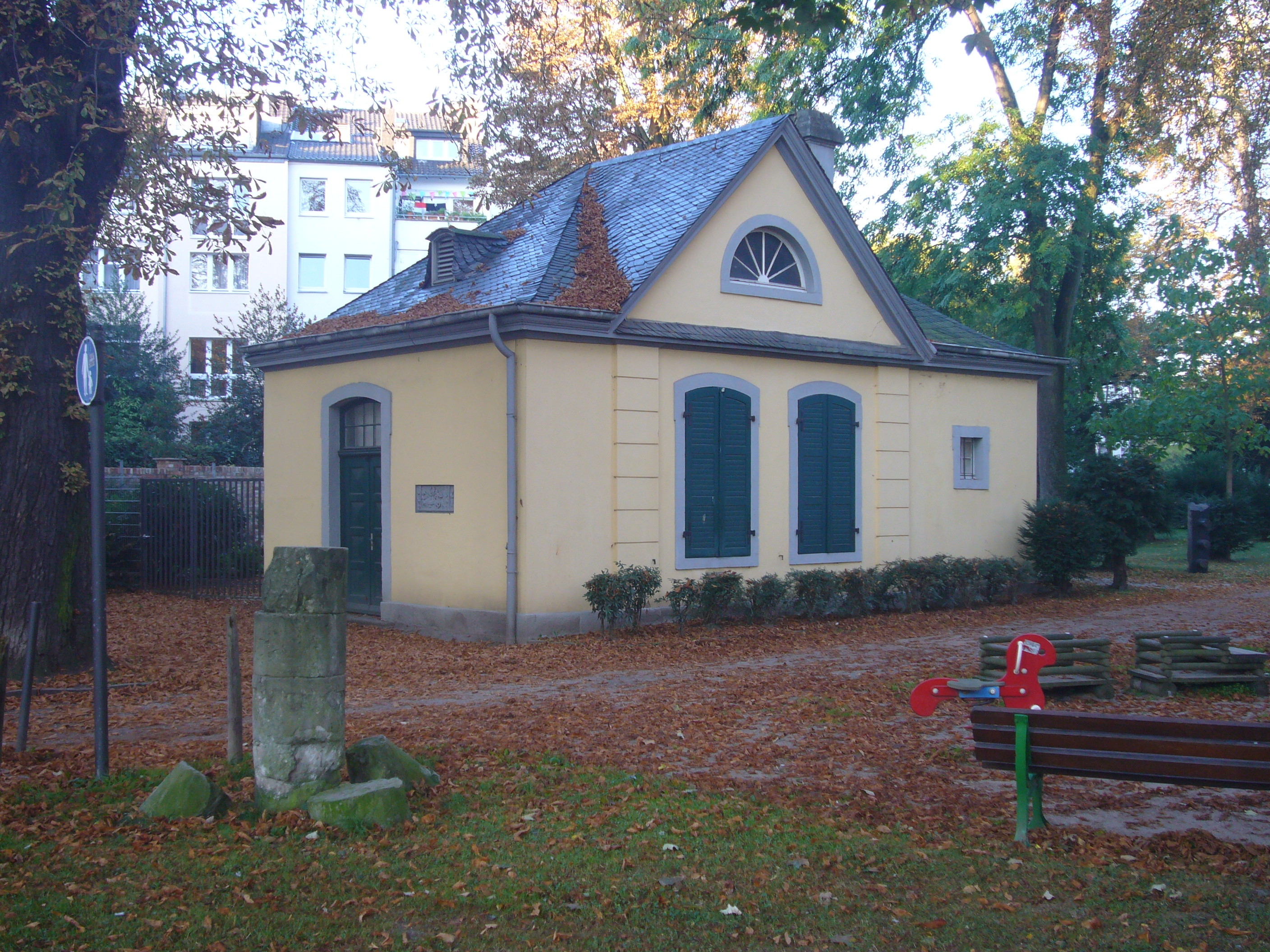
Die Giebelfassade, Herbst 2011

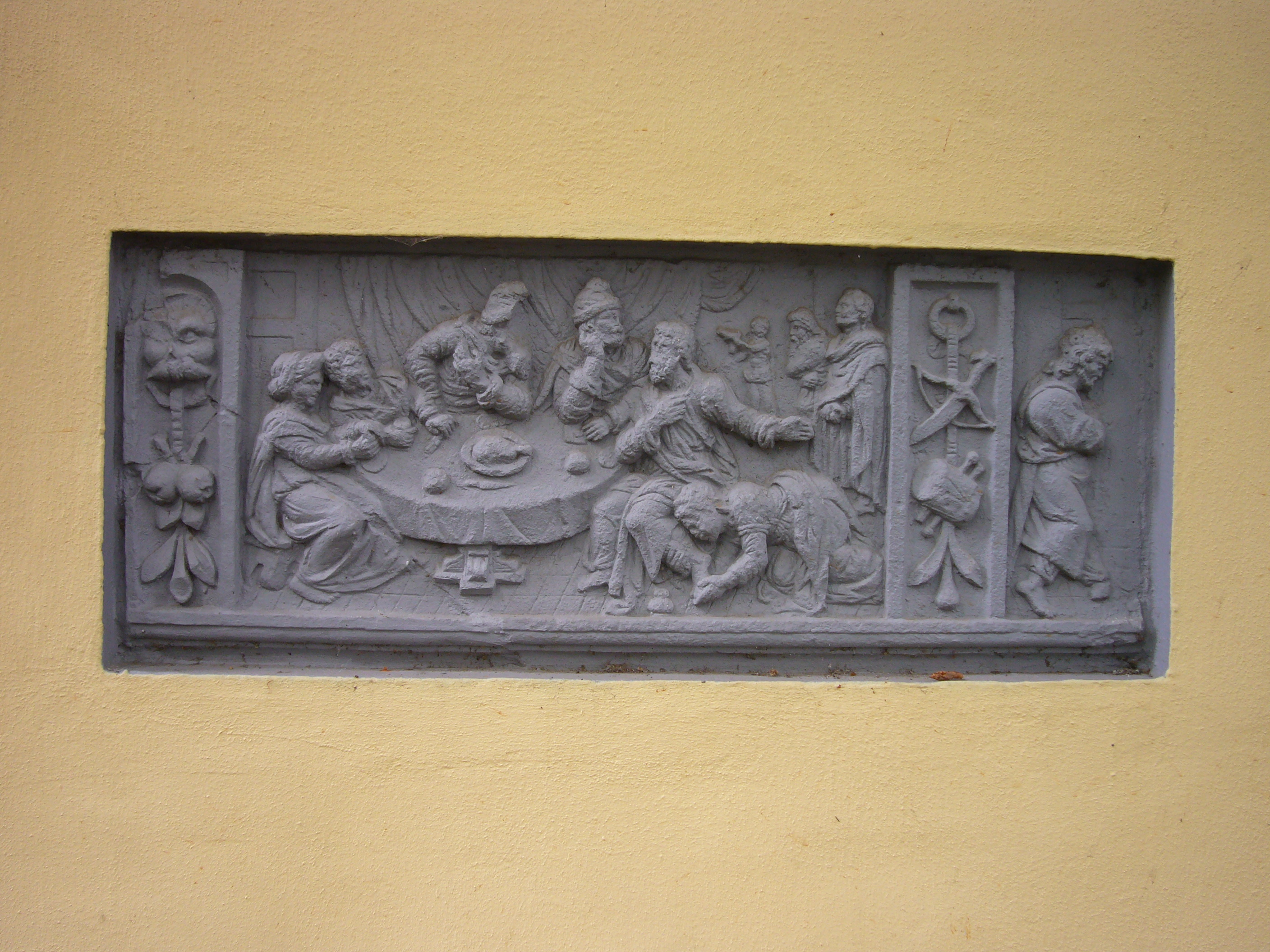
Relief zur Fußsalbung Christi

## Architektur
Der zierliche eingeschossige Bau in barocker Ausgestaltung verfügt über eine Grundfläche von rund 50 Quadratmetern. Es steht auf einem rechteckigen Grundriss. Das Gebäude wird von einem schiefergedeckten Walmdach bedeckt. Die Frontseite ist zum heutigen Wittelsbacher Ring ausgerichtet und verfügt über einen Giebel mit Halbrundfenster; diese Seite wird durch zwei Pilaster gegliedert. In der Rückseite befinden sich drei Fenster. An der früheren, fensterlosen Eingangsseite im Norden ist eine Reliefplatte eingemauert, die die Fußsalbung Christi durch Maria Magdalena darstellt.
1971 wurde an der Westseite ein der Parkanlage zugewandter flacher, quadratischer Anbau mit einer Grundfläche von 36 Quadratmetern errichtet. Ein gläserner Eingangsbereich verbindet die beiden Gebäude. Dazu wurde ein ehemaliges Fenster des Gärtnerhauses zur Tür umfunktioniert. Mehrere Fensternischen im Inneren wurden durch Holzeinbauten ausgeglichen, um so glatte Wände zum Aufhängen von Bildern zu schaffen. Für Kunstausstellungen stehen rund 70 Quadratmeter Fläche zur Verfügung.
Das Gärtnerhaus wird nach Süden von mehrstöckigen Wohnhäusern aus der Gründerzeit umgeben; eines ist Sitz des Corps Saxonia Bonn.

## Ausstellungen (Auswahl)
Im Kurfürstlichen Gärtnerhaus stellten unter anderem aus (chronologisch): Gerhard Neumann (1959), Hilde Stock-Sylvester (1960, 1984, 1991, 1994 und 2014), Clemens Pasch (1961), Kurt-Wolf von Borries (1963), Ernst Wille (1966), Willy Maria Stucke (1967), Jorge Riveros (1968) Irma Hünerfauth (1968 und 1974), Manfred Weil (1974) Ernemann Sander (1977), Alf Bayrle (1980), Wilhelm Holzhausen (1982), Janet Brooks Gerloff (1982), Sabine Odensaß (1985), Karl Raetsch (1994) und Hellmuth Eichner (2002).